# جون راي (روائي)
جون راي (بالإنجليزية: John Wray)‏ (1971، واشنطن العاصمة في الولايات المتحدة)؛ روائي أمريكي.

## الجوائز
- زمالة غوغنهايم